# Francisco Javier Álvarez Ferrer
Francisco Javier Álvarez Ferrer más conocido como Fran Álvarez (Tarragona, 4 de septiembre de 1996) es un futbolista español que juega de lateral izquierdo en el FC KTP de la Veikkausliiga.

## Trayectoria
Es un lateral izquierdo formado en el fútbol base del Fútbol Club Barcelona al que llegó en la temporada 2012-13 para formar parte del equipo Cadete, y esa misma campaña ascendió al Juvenil B. En la temporada 2013-14 se convirtió en campeón de la UEFA Youth League. 
En la temporada 2015-16 se rompió el menisco de su rodilla izquierda y tuvo que ser operado. Aunque en principio iba a estar de baja tres meses, la lesión se complicó y finalmente no se recuperó hasta el final de la temporada. Tras formar parte tanto del juvenil B como del A.
En 2015 firmaría por el Granada CF, que lo cedería al filial del AS Monaco F.C. durante la temporada 2015-2016. En el filial del conjunto monegasco, Fran Álvarez solamente jugó cuatro partidos en los que marcó un gol.
En verano de 2016, regresa a España para jugar en el Club Recreativo Granada dirigido por Lluís Planagumà, pero un mes después rescindiría su contrato con el conjunto andaluz.
En enero de 2017, se compromete con La Roda CF de la Segunda División B, en el que jugaría durante la segunda vuelta de la competición.
En verano de 2017, se marcharía a Italia para jugar en las filas del Monterosi FC.
En enero de 2018, regresa a Cataluña para jugar en el FC Vilafranca de Tercera División.
En verano de 2018, firma por el Getafe CF B de la Tercera División, en el que juega durante la temporada 2018-19.
En la temporada 2019-20, regresa a Italia para jugar en la US Viterbese 1908.
En enero de 2020, firma por el FC Schaffhausen de la segunda división de Suiza.
El 6 de febrero de 2021, firma por el FC KTP de la Veikkausliiga por una temporada.

## Clubes
| Club                    | País      | Año       |
| ----------------------- | --------- | --------- |
| AS Monaco F.C. "B"      | Francia   | 2015-2016 |
| Club Recreativo Granada | España    | 2016-2017 |
| La Roda CF              | España    | 2017      |
| Monterosi FC            | Italia    | 2017-2018 |
| FC Vilafranca           | España    | 2018      |
| Getafe CF B             | España    | 2018-2019 |
| US Viterbese 1908       | Italia    | 2019      |
| FC Schaffhausen         | Suiza     | 2020      |
| FC KTP                  | Finlandia | 2021-     |